# Ioan Bacău
Ioan Bacău (n. 18 octombrie 1887, Lugoj – d. 26 aprilie 1948, Lugoj) a fost un deputat în Marea Adunare Națională de la Alba Iulia, organismul legislativ reprezentativ al „tuturor românilor din Transilvania, Banat și Țara Ungurească”, cel care a adoptat hotărârea privind Unirea Transilvaniei cu România, la 1 decembrie 1918.:p. 77

## Biografie
Născut în anul 1887, Ioan Bacău urmează în vremea tinereții studiile la Academia Teologică din Blaj urmând să fie numit preot la Ghizesla (Coșari), ca mai apoi să se bucure și de statutul de preot militar într-o localitate din județul Bistrița-Năsăud. Pe lângă aceste funcții clericale, preotul Bacău va avea și funcția de membru al P.N.R.. Ioan Bacău a dirijat timp îndelungat corul „Lira” din Lugoj.. După anul 1918, este numit profesor la Academia Teologică din Lugoj și la Școala Pedagogică din același oraș. Anul 1948 este anul în care preotul Bacău își găsește sfârșitul în orașul Lugoj.

## Activitatea politică
Ioan Bacău a participat la Marea Adunare Națională de la Alba-Iulia din 1 decembrie 1918 ca delegat titular al Reuniunii greco-catolice române de cânt „Lira” din Lugoj.:p. 147